# Fågelgrimmia
Fågelgrimmia (Grimmia plagiopodia) är en bladmossart som beskrevs av Hedwig 1801. Fågelgrimmia ingår i släktet grimmior, och familjen Grimmiaceae. Enligt den svenska rödlistan är arten starkt hotad i Sverige. Arten förekommer i Övre Norrland. Artens livsmiljö är fjäll. Inga underarter finns listade i Catalogue of Life.